# Marguerite
Marguerite är en återkommande kvinnogestalt i Stefan Sundströms låttexter. Hon figurerar bland annat i låtarna Marguerite, Visa om Marguerite och en Död Grävling, Marguerites 40-årskalas och Jan Banan och Marguerite och Jag.
Troligtvis har Marguerite mycket gemensamt med Sundströms livskamrat Karin Renberg, som även hon har skrivit en sång tillägnad Marguerite.